# Ichneumon luteipes
Ichneumon luteipes là một loài tò vò trong họ Ichneumonidae.